# Brandon Call
Brandon Spencer Lee Call (Torrance, Kalifornia,  1976. november 17. –) amerikai színész. Karrierje kezdetén az NBC-n futó Santa Barbara című napi sorozatban bukkant fel, majd J.T. Lambertet személyesítette meg az ABC-csatorna Egyről a kettőre című sorozatában, miután egy rövid ideig Hobbie Buchanan szerepében volt látható a Baywatch első évadában. A Vak végzet című filmben Rutger Hauer mellett Billy Deveraux szerepében is lehetett látni.

## Élete
Brandon a kaliforniai Torrence-ben született Elyse Pollack és Richard Call fiaként. Három testvére van, két húga, Dee Anne és Tandi, és egy öccse, Dustin.
Miután 1996 szeptemberében egy felvétel után elhagyta az Egyről a kettőre forgatási helyszínét, egy ismeretlen fegyveres támadt rá. Úgy tűnt, hogy ez egy véletlen támadás volt és a fegyveres nem tudta, kit támadt meg. Bár mindkét karját meglőtték, a sérülései nem voltak súlyosak és teljesen felépült.

## Szerepei (válogatás)

### Televízió
- 1991-1998 - Egyről a kettőre
- 1994 - Thunder in Paradise
- 1989-1990 - Baywatch
- 1985-1987 - Santa Barbara

### Mozifilmek
- 1989 - Vak végzet
- 1990 - Ford Fairlane kalandjai

## Fordítás
- Ez a szócikk részben vagy egészben  a   Brandon Call című angol Wikipédia-szócikk ezen változatának fordításán alapul.  Az eredeti cikk szerkesztőit annak laptörténete sorolja fel. Ez a jelzés csupán a megfogalmazás eredetét és a szerzői jogokat jelzi, nem szolgál a cikkben szereplő információk forrásmegjelöléseként.